# Oliver (película)
Oliver es una película británica de 1968 dirigida por Carol Reed, basada en un musical del mismo nombre de Lionel Bart, el cual a su vez se basa en la novela de Charles Dickens Oliver Twist. Fue la última película musical ganadora del Oscar a la mejor película hasta el triunfo de Chicago 34 años más tarde.

## Sinopsis
Oliver (Mark Lester) es un niño huérfano que sufre los maltratos de los encargados de un orfanato, después de sentir hambre y atreverse a pedir un poco más de comida es castigado y vendido a un fabricante de ataúdes, lugar del que huye debido a los malos tratos y humillaciones. Después de andar varios días llega a Londres, donde es acogido por una banda de niños delincuentes dirigidos por Fagin (Ron Moody) y Bill Sikes (Oliver Reed), hasta que su destino lo cruza con el Sr. Brownlow, un anciano de alta sociedad que trata de proteger a Oliver.

## Palmarés cinematográfico

### Premios Óscar
| Categoría                 | Persona                                            | Resultado |
| ------------------------- | -------------------------------------------------- | --------- |
| Mejor película            |                                                    | Ganador   |
| Mejor director            | Carol Reed                                         | Ganador   |
| Mejor dirección artística | John Box Terence Marsh Vernon Dixon Ken Muggleston | Ganador   |
| Mejor banda sonora        | Johnny Green                                       | Ganador   |
| Mejor sonido              | Shepperton Studios                                 | Ganador   |
| Mejor actor               | Ron Moody                                          | Nominado  |
| Mejor actor de reparto    | Jack Wild                                          | Nominado  |
| Mejor fotografía          | Oswald Morris                                      | Nominado  |
| Mejor diseño de vestuario | Phyllis Dalton                                     | Nominado  |
| Mejor montaje             | Johnny Green                                       | Nominado  |
| Mejor guion adaptado      | Vernon Harris                                      | Nominado  |

### Globos de Oro
| Categoría                          | Persona       | Resultado |
| ---------------------------------- | ------------- | --------- |
| Mejor película – Comedia o musical |               | Ganador   |
| Mejor actor – Comedia o musical    | Ron Moody     | Ganador   |
| Mejor director                     | Carol Reed    | Nominado  |
| Mejor actor de reparto             | Jack Wild     | Nominado  |
| Mejor actor de reparto             | Hugh Griffith | Nominado  |

## Reparto
- Ron Moody - Fagin
- Oliver Reed - Bill Sikes
- Harry Secombe - Mr. Bumble
- Mark Lester - Oliver Twist
- Jack Wild - The Artful Dodger
- Hugh Griffith - El Magistrado
- Shani Wallis - Nancy
- Joseph O'Conor - Mr. Brownlow
- Peggy Mount - Mrs. Bumble
- Leonard Rossiter - Mr. Sowerberry
- Hylda Baker - Mrs. Sowerberry
- Kenneth Cranham - Noah Claypole
- Megs Jenkins - Mrs. Bedwin
- Sheila White - Bet
- Wensley Pithey - Dr. Grimwig

## Otras versiones
- Oliver Twist, de 1948.
- Oliver y su pandilla, versión animada de 1988.
- Oliver Twist, versión para televisión de 1997.

- Datos: Q141359
- Multimedia: Oliver! (film) / Q141359